# مزرعه اجاق
مزرعه اجاق یک منطقهٔ مسکونی در ایران است که در دهستان طراز ناهید واقع شده‌است.